# Geltoni krantai
A Geltoni krantai a Foje nevű litván együttes első stúdióalbuma, amely 1989-ben, kizárólag kazettán jelent meg a Szovjetunióban.

## Dalok
Minden dalt Andrius Mamontovas írt.
1. Paskutinė žiema
2. Geltoni krantai
3. Kita diena
4. Vaikystės stogas
5. Laužo šviesa
6. Žodžiai į tylą
7. Tu nieko dar nepažinai
8. Žvakių šviesoje
9. Aš gimsiu rytoj

## Közreműködött
- Andrius Mamontovas – gitár, zongora, billentyűs hangszerek, számítógépek, ének
- Arnoldas Lukošius – billentyűs hangszerek
- Eugenijus Pugačiukas – dob, ütőhangszerek
- Gediminas Simniškis – basszusgitár
- Young Beinort – gitár
- Saulius Valikonis – szaxofon
- Robertas Meržvinskas – szaxofon
- Romas Rainys – billentyűs hangszerek, gitár
- Gintautas Baltrukaitis – számítógépek
- Andžejus Pučinskis – számítógépek
- Darius Burokas – billentyűs hangszerek